# ТА-57

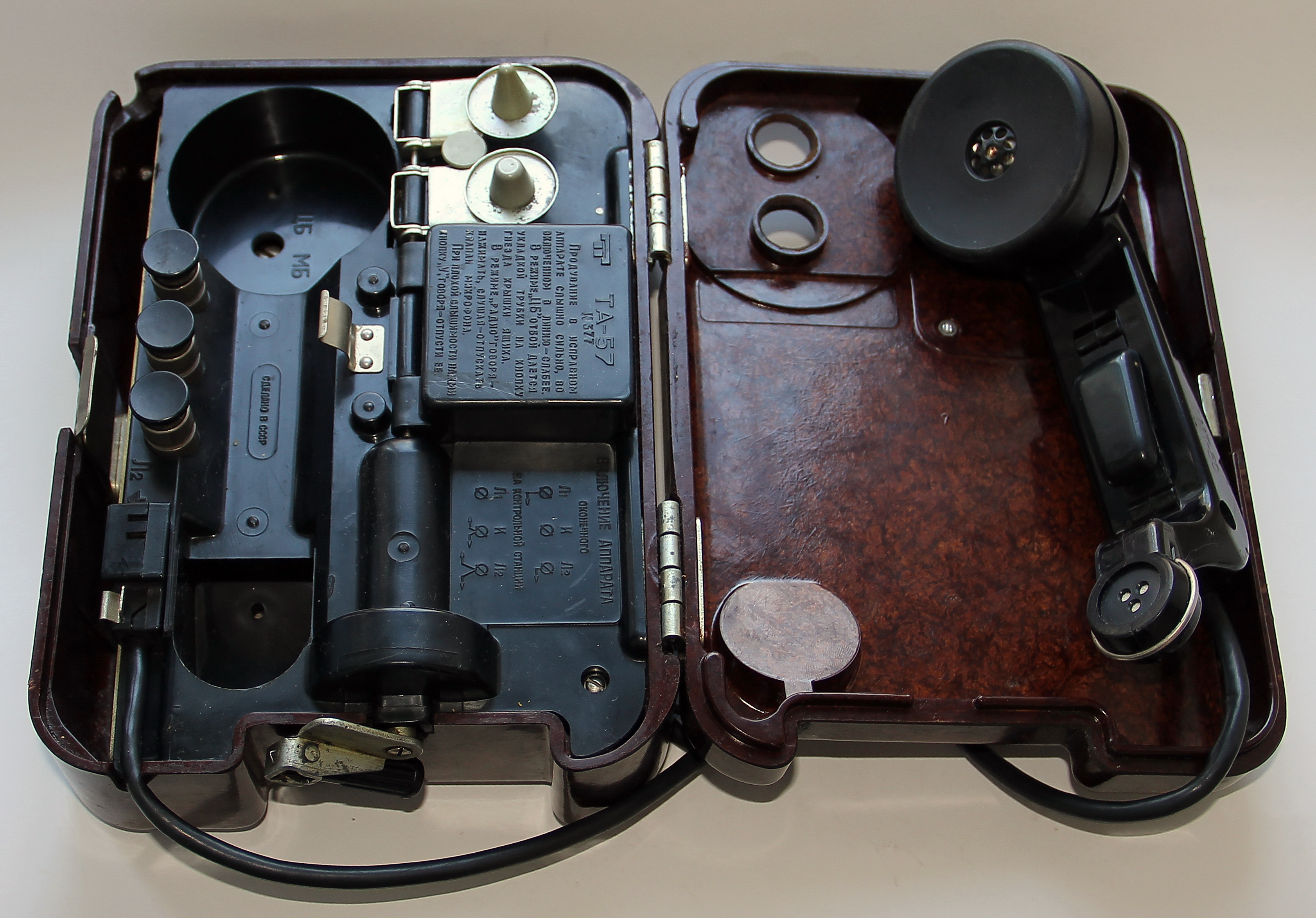
ТА-57

ТА-57  — военно-полевой телефонный аппарат универсального типа с системой индукторного вызова производства СССР/РФ, выпускается с 1957 года.

### Дальность связи
Дальность связи при использовании ТА-57 определяется дальностью приёма вызова. Индукторный вызов нормально проходит через линию, которая имеет на частоте 800 Гц ослабление 5,5 Нп (48 дБ). При этом дальность связи по кабельным линиям связи составляет (в зависимости от применяемого кабеля или провода):
- П-274М — 35—40 км;
- П-268 — 40—45 км;
- ПВЛС (стальной провод диаметром 3 мм) — 150—170 км.

Также имеется возможность увеличить дальность приёма на 30—35 % путём применения усилителя приёма (нажатие рычага «У»).

## История
Поступил на вооружение в 1957 году. Пришёл на смену ТАИ-43, став его дальнейшей модернизацией. Хорошо зарекомендовал себя за всё время применения и является одним из самых популярных в мире.
В недавнем времени[когда?] прошёл модернизацию в Запорожье, выпускается ЗГП «Радиоприбор». В модернизированном варианте ТА-57-У была полностью заменена элементная база, изменена схема вызова абонента, масса телефонного аппарата уменьшена с 3 кг до 2 кг.
В России ТА-57 и другие полевые телефоны выпускаются на пермском телефонном заводе «Телта». В армии РФ заменяется на ТА-88.

## Применение
Аппарат широко применялся в вооруженных силах стран Варшавского договора и постсоветских стран. Аппарат применяется также в геологии и на железнодорожном транспорте в качестве связи с местом аварийно-восстановительных работ.
Телефон может применяться в схемах с центральной батареей при подключении к телефонной станции, с местной батареей или без напряжения в линии. Аппарат имеет встроенный генератор вызывного сигнала. С помощью телефонного аппарата возможно управление радиостанциями малой и средней мощности по кабельной линии на расстоянии до 150 метров, для чего трубка аппарата имеет тангенту.
Орудие пыток
Российские силовики используют ТА-57 как орудие пытки, при осуществлении которой клеммы генератора вызывного сигнала присоединяют к мочкам ушей, гениталиям, пальцам, стопам или языку с целью причинить боль электрическим током.

## Технические характеристики
Масса аппарата в комплекте с батареей — не более 3 кг.
Размеры 222×165×80 мм.
Время развёртывания, проверки и включения в линию — не более двух минут.

### Дальность связи
Дальность связи при использовании ТА-57 определяется дальностью приёма вызова. Индукторный вызов нормально проходит через линию, которая имеет на частоте 800 Гц ослабление 5,5 Нп (48 дБ). При этом дальность связи по кабельным линиям связи составляет (в зависимости от применяемого кабеля или провода):
- П-274М — 35—40 км;
- П-268 — 40—45 км;
- ПВЛС (стальной провод диаметром 3 мм) — 150—170 км.

Также имеется возможность увеличить дальность приёма на 30—35 % путём применения усилителя приёма (нажатие рычага «У»).

### Уровень сигнала
Абсолютный уровень сигнала передачи на выходе тракта передачи на нагрузку 600 Ом составляет от −3 до +3 дБ.

### Электропитание
Электрическое питание разговорных цепей аппарата производится от батареи типа ГБ-10-У-1.3 («Синичка») напряжением 10 В и ёмкостью 1,3 Ампер*часа. С такой батареей аппарат может работать до 6 месяцев. Ток, потребляемый от батареи, составляет до 8 мА. Конструкция батарейного отсека позволяет также использовать батареи типа «Крона». Положительный контакт питания в батарейном отсеке находится слева; для фиксации батареи «Крона» можно использовать три спичечных коробка, один из которых кладётся на дно отсека, а два других устанавливаются вертикально по бокам.
Для формирования вызывного напряжения аппарат снабжён миниатюрной динамомашинкой с ручным приводом (индуктором). Для генерации вызывного напряжения необходимо вращать складную ручку на боку аппарата.

### Безопасность
Современные версии аппарата защищены от касания проводами связи силовых цепей напряжением до 900В и наводок в линии от близких разрядов молний.